# Steven Culp
Steven Bradford Culp, noto semplicemente come Steven Culp (La Jolla, 3 dicembre 1955), è un attore statunitense.
Ha lavorato sia al cinema sia in televisione, anche se raramente con ruoli di primo piano.
Lo si ricorda per l'interpretazione di Rex Van de Kamp in Desperate Housewives.

## Filmografia

### Cinema
- L'altro delitto (Dead Again), regia di Kenneth Branagh (1991)
- Fearless - Senza paura (Fearless), regia di Peter Weir (1993)
- Jason va all'inferno (Jason Goes to Hell: The Final Friday), regia di Adam Marcus (1993)
- James e la pesca gigante (James and the Giant Peach), regia di Henry Selick (1996)
- Betty Love, regia di Neil LaBute (2000)
- Thirteen Days, regia di Roger Donaldson (2000)
- Il club degli imperatori (The Emperor's Club), regia di Michael Hoffman (2002)
- Spartan, regia di David Mamet (2004)
- The Sisters - Ogni famiglia ha i suoi segreti (The Sisters), regia di Arthur Allan Seidelman (2005)
- Il cane pompiere (Firehouse Dog), regia di Todd Holland (2007)
- From Within, regia di Phedon Papamichael (2008)
- Leaving Barstow, regia di Peter Paige (2008)
- The Chicago 8, regia di Pinchas Perry (2011)
- Captain America: The Winter Soldier, regia di Anthony e Joe Russo (2014)
- Adorabile nemica (The Last Word), regia di Mark Pellington (2017)

### Televisione
- Destini (Another World) – serial TV, puntata 4498 (1982)
- Una vita da vivere (One Life to Live) – serial TV, 1 puntata (1984)
- I Robinson (The Cosby Show) – serie TV, episodio 5x06 (1988)
- ABC Afterschool Specials – serie TV, episodio 17x04 (1989)
- Un uomo chiamato Falco (A Man Called Hawk) – serie TV, episodio 1x03 (1989)
- Duetto (Duet) – serie TV, episodio 3x13 (1989)
- Murphy Brown – serie TV, episodio 1x19 (1989)
- Bravo Dick (Newhart) – serie TV, episodio 7x22 (1989)
- Hooperman – serie TV, episodio 2x20 (1989)
- Avvocati a Los Angeles (L.A. Law) – serie TV, episodio 4x08 (1990)
- Le inchieste di Padre Dowling (Father Dowling Mysteries) – serie TV, episodio 2x05 (1990)
- Senza via d'uscita (Quicksand: No Escape), regia di Michael Pressman – film TV (1992)
- Dream On – serie TV, episodio 3x05 (1992)
- Ragionevoli dubbi (Reasonable Doubts) – serie TV, episodi 2x20-2x21 (1992)
- Un detective in corsia (Diagnosis: Murder) – serie TV, episodio 1x09 (1994)
- Febbre d'amore (The Young and the Restless) – serial TV, 1 puntata (1995)
- Il tocco di un angelo (Touched by an Angel) – serie TV, episodio 2x01 (1995)
- Sisters – serie TV, episodio 6x06 (1995)
- Baywatch Nights – serie TV, episodio 1x16 (1996)
- Beverly Hills 90210 – serie TV, episodio 6x27 (1996)
- Norma Jean & Marilyn – film TV (1996)
- La signora del West (Dr. Quinn, Medicine Woman) – serie TV, episodio 5x21 (1997)
- Pensacola - Squadra speciale Top Gun (Pensacola: Wings of Gold) – serie TV, episodio 1x15 (1997)
- Profiler - Intuizioni mortali (Profiler) – serie TV, episodio 2x16 (1998)
- Chicago Hope – serie TV, episodio 4x24 (1998)
- Da un giorno all'altro (Any Day Now) – serie TV, episodio 1x12 (1998)
- Ally McBeal – serie TV, episodi 3x14-3x16 (2000)
- In tribunale con Lynn (Family Law) – serie TV, episodio 1x20 (2000)
- Appuntamento con la morte (A Story to Die for) – film TV (2000)
- Providence – serie TV, episodio 3x02 (2000)
- Il mostro oltre lo schermo (How to Make a Monster) – film TV (2001)
- Boston Public – serie TV, episodio 2x06 (2001)
- Philly – serie TV, episodi 1x08-1x10 (2001)
- Crossing Jordan – serie TV, episodio 1x14 (2002)
- 24 – serie TV, episodi 2x11-2x12-2x13 (2003)
- The Practice - Professione avvocati (The Practice) – serie TV, episodi 6x15-7x21 (2002-2003)
- The Lyon's Den – serie TV, episodio 1x04 (2003)
- E.R. - Medici in prima linea (ER) – serie TV, 5 episodi (1999-2004)
- CSI - Scena del crimine (CSI: Crime Scene Investigation) – serie TV, episodio 4x20 (2004)
- Star Trek: Enterprise – serie TV, 5 episodi (2003-2004)
- JAG - Avvocati in divisa (JAG) – serie TV, 41 episodi (1997-2004)
- West Wing - Tutti gli uomini del Presidente (The West Wing) – serie TV, 9 episodi (2003-2005)
- Il mio vicino è Babbo Natale (Deck the Halls) – film TV (2005)
- Numb3rs – serie TV, episodio 3x16 (2007)
- Traveler – serie TV, 8 episodi (2007)
- The Closer – serie TV, episodi 3x12-3x13 (2007)
- NCIS - Unità anticrimine (NCIS) – serie TV, episodio 5x06 (2007)
- Stargate Atlantis – serie TV, episodio 4x09 (2007)
- Boston Legal – serie TV, episodio 4x08 (2007)
- Medium – serie TV, episodio 4x04 (2008)
- Criminal Minds – serie TV, episodio 3x19 (2008)
- The Mentalist – serie TV, episodio 1x01 (2008)
- The Cleaner – serie TV, episodio 1x10 (2008)
- Eli Stone – serie TV, episodi 2x05-2x06 (2008)
- Privileged – serie TV, episodi 1x15-1x17 (2009)
- Saving Grace – serie TV, episodi 2x01-2x03-2x10 (2008-2009)
- Impatto dal cielo (Impact) – miniserie TV (2009)
- Cold Case - Delitti irrisolti (Cold Case) – serie TV, episodio 7x03 (2009)
- CSI: Miami – serie TV, episodio 8x05 (2009)
- Ghost Whisperer - Presenze (Ghost Whisperer) – serie TV, episodio 5x12 (2010)
- Burn Notice - Duro a morire (Burn Notice) – serie TV, episodio 4x08 (2010)
- The Defenders – serie TV, episodio 1x05 (2010)
- The Chicago Code – serie TV, episodi 1x06-1x11 (2011)
- Law & Order: LA – serie TV, episodio 1x19 (2011)
- Prime Suspect – serie TV, episodio 1x04 (2011)
- Harry's Law – serie TV, episodio 2x12 (2012)
- Body of Proof – serie TV, episodio 2x17 (2012)
- Desperate Housewives – serie TV, 31 episodi (2004-2012)
- Drop Dead Diva – serie TV, episodio 4x02 (2012)
- Longmire – serie TV, episodio 1x08 (2012)
- Perception – serie TV, episodio 1x09 (2012)
- Grey's Anatomy  – serie TV, 4 episodi (2012)
- King & Maxwell – serie TV, episodio 1x09 (2013)
- Revolution – serie TV, 14 episodi (2013-2014)
- Rush – serie TV, episodio 1x06 (2014)
- Arrow – serie TV, episodio 3x17 (2015)
- Zoo – serie TV, episodi 1x07-1x08-1x09 (2015)
- Le regole del delitto perfetto (How to Get Away with Murder) – serie TV, episodio 2x01 (2015)
- Scream Queens – serie TV, episodio 1x13 (2015)
- Code Black – serie TV, 5 episodi (2016)
- Bosch – serie TV, 18 episodi (2015-2017)
- The Orville – serie TV, episodio 1x07 (2017)
- The Last Ship – serie TV, 5 episodi (2018)
- Waco – serie TV, 2 episodi (2018)
- 9-1-1 - serie TV, episodio 3x12 (2020)
- True Lies – serie TV, episodio 1x07 (2023)

## Doppiatori italiani
Nelle versioni in italiano delle opere in cui ha recitato, Steven Culp è stato doppiato da:
- Gianluca Tusco in Desperate Housewives, Perception, Grey's Anatomy, The Orville, Station 19, Tracker
- Enrico Di Troia in JAG - Avvocati in divisa, NCIS - Unità anticrimine, Harry's Law, Le regole del delitto perfetto, Scream Queens
- Roberto Chevalier in James e la pesca gigante, Boston Legal, The Mentalist, Drop Dead Diva, Bosch
- Mauro Gravina ne Il club degli imperatori, The Practice - Professione avvocati (ep. 6x15), Body of Proof, FBI: International
- Francesco Prando in The Closer, Cold Case - Delitti irrisolti, Ghost Whisperer - Presenze
- Sergio Lucchetti in Revolution, Rush, The Resident
- Massimo Rossi in Norma Jean & Marilyn, Waco
- Giorgio Locuratolo in Crossing Jordan, Saving Grace
- Massimo Bitossi in 24, CSI - Scena del crimine
- Stefano Benassi in Arrow, Zoo
- Alessio Cigliano in Dynasty, The Last Ship
- Antonio Sanna in Medium, Burn Notice - Duro a morire
- Oreste Baldini in King & Maxwell, True Lies
- Paolo Torrisi in Una vita da vivere
- Roberto Pedicini in Corso di anatomia
- Gianni Giuliano in Jason va all'inferno
- Roberto Certomà in La signora in giallo - Appuntamento con la morte
- Angelo Maggi in Thirteen Days
- Eugenio Marinelli in Boston Public
- Andrea Ward in The Practice - Professione avvocati (ep. 7x21)
- Agostino De Berti in Ally McBeal
- Edoardo Nordio in E.R. - Medici in prima linea (ep. 6x01)
- Vittorio Guerrieri in E.R. - Medici in prima linea (st. 10)
- Gaetano Varcasia in Star Trek: Enterprise
- Enrico Chirico in West Wing - Tutti gli del Presidente (ep. 5x03, 5x07-08, 6x17)
- Fabrizio Pucci ne Il cane pompiere
- Lucio Saccone in Criminal Minds
- Luca Semeraro in The Cleaner
- Franco Mannella in Eli Stone
- Massimo Rinaldi in Impatto dal cielo
- Saverio Indrio in CSI: Miami
- Teo Bellia in The Chicago Code
- Gianni Bersanetti in Law & Order: LA
- Alessandro Quarta in Prime Suspect
- Alberto Bognanni in Longmire
- Gerolamo Alchieri in Code Black
- Paolo Maria Scalondro in Adorabile nemica
- Roberto Fidecaro in 9-1-1
- Giorgio Bonino in As We See It - Te lo racconto io